# Luisa Eugenia Navas
Navas  Bustamante est un nom espagnol. Le premier nom de famille, en général paternel, est Navas ; le second, en général maternel, souvent omis, est Bustamante.
Luisa Eugenia Navas Bustamante, née le 27 juillet 1920 à Chillán (Chili) et morte le 18 novembre 2020 à Santiago, est une pharmacienne et botaniste chilienne.

## Biographie
Luisa Eugenia Navas Bustamante obtient son diplôme de chimiste-pharmacienne le 9 mai 1951, année durant laquelle elle est assistante de la Chaire de Botanique de l'École de Chimie et Pharmacie de l'Université du Chili. En 1958 elle devient « professeur extraordinaire », et assistante d'Hugo Gunckel à l'Instituto Pedagógico, dans le département des Plantes. En 1985 elle devient professeure de la chaire de Cryptogamie de la faculté de Sciences chimiques et pharmaciennes.
Elle se consacre à l'étude des algues marines, et elle se rend avec son père à la station maritime de Biologie à Montemar. Avec l'autorisation du doyen de Pharmacie, elle se rend deux fois par semaine au Musée national d'histoire naturelle du Chili. À la demande d'Humberto Fuenzalida, elle réorganise la section Botanique de Cryptogamie. Grâce à une bourse de l'Unesco elle étudie l'écologie végétale au Mexique, à l'École polytechnique, avec des spécialistes de Montpellier et de San Luis Potosí. Plus tard elle se rend au jardin botanique de l'université centrale de Caracas.

## Publications
- 1966 : Monografía sobre las parietarias de Chile. 9 pp.
- 1971 : Distribución Geográfica de las Mirtáceas Chilenas. Bulletin du Musée National d'Histoire Naturelle. 29: 223-247. En ligne
- 1976 : Flora de la cuenca de Santiago de Chile. Vol. 2. Éditeur Andrés Bello, 559 pp. En ligne
- 1969 : El género Dioscorea en Chile. Avec Gevina Erba V. Editions Universidad Cátolica, 20 pp.

## Quelques taxons de L.E.Navas
- Gavilea longibracteata (Lindl.)Sparre ex L.E.Navas[2],[3],[4]
- Glandularia lipozygioides (Walp.)L.E.Navas[5]
- Myrceugenia colchaguensis[6]
- Parietaria fernandeziana (es P.debilis)